# Лісне (Майський район)
Лісне (рос. Лесное) — село у Майському районі Кабардино-Балкарії Російської Федерації.
Орган місцевого самоврядування — міське поселення Майський. Населення становить 65 осіб.

## Історія
Згідно із законом від 27 лютого 2005 року органом місцевого самоврядування є міське поселення Майський.

## Населення
| 2002 | 2010 |
| ---- | ---- |
| 116  | ↘65  |